# 향약집성방
향약집성방(鄕藥集成方)은 조선 세종 15년(1433)에 유효통, 노중례, 박윤덕(朴允德) 등이 왕명(王命)에 따라 여러 의서를 참고하여 펴낸 책. 재래의 ≪향약제생집성방≫을 증보하고, 다시 침구법 1,476조, 향약 초본, 포제법 따위를 보충하여 간행하였다. 성종 19년(1488)에 부분적으로 한글 번역본이 나왔고, 인조 11년(1633)에 다시 중간(重刊)되었다. 85권 30책으로 이루어져있다. 중국의 의서를 상호 고증하여 향약의 처방을 체계화 및 국제화시켰다는 점에서도 의의가 크다.

## 세종15년
《향약집성방》은 1433년(세종 15년)에 세종대왕의 명으로 편찬된 의학서로서, 1431년(세종 13년) 권채(權採)·유호통(兪好通)·노중례(盧重禮) 등이 재래의 《향약제생집성방》을 토대로 하여  송대(宋代)의 의서(醫書)인 ｢태평성혜방｣(太平聖惠方)을 기본으로 하여 서로 고증하고 기타 의서를 참고하여 완성하였다. 여기에는 각종 약방문과 침구법(鍼灸法) 및 향약본초(鄕藥本草)·포제법(炮劑法) 등이 들어 있다.
약용식물 702종류,  분류방법은 석부(石部)·초부(草部)·목부(木部)·과부(果部) 등으로 하였고, 본초(약용식물)를 다루는데있어 약성(藥性),주치(主治),이명(異名)을 열거하고 이를 상품·중품·하품으로 구분하여 민간에서 이용이 편리하도록하였다.
| 조선왕조실록 원문｜위키문헌       | 《향약집성방》이 완성되다 ○《鄕藥集成方》成, 命權採序之, 曰: 自農、黃而下, 代有醫官, 以掌萬民之疾, 而名醫師之診病用藥, 皆隨氣施巧, 初非拘以一法。 蓋百里不同俗, 千里不同風, 草木之生, 各有所宜, 人之食飮嗜欲, 亦有所習, 此古昔聖人嘗百草之味, 順四方之性而治之者也。 惟我國天作一區, 據有大東, 山海寶藏之興、草木藥材之産, 凡可以養民生, 而療民疾者, 蓋亦無不備焉, 但自古醫學疎廢, 採取不時, 忽其近而求之遠, 人病則必索中國難得之藥, 是奚啻如七年之病, 求三年之艾而已哉! 於是藥不能得, 而疾已不可爲也。 唯民間故老, 能以一草療一病, 其效甚神者, 豈非宜土之性, 藥與病値而然也? 夫不遠千里, 求伸無名之指者, 人之常情也, 況不出國中, 而可以療疾者乎? 人患不知耳。 昔判門下臣權仲和嘗加採輯, 著《鄕藥簡易方》, 其後又與平壤伯趙浚等, 命官藥局, 更考諸方, 又取東人修驗者, 分門類編, 鋟榟以行。 自是藥易求而病易治, 人皆便之。 然方書之出於中國者尙少, 藥名之異於中國者頗多, 故業其術者, 未免有不備之嘆。 恭惟我主上殿下, 特留宸慮, 命揀醫官, 每隨使如京, 廣求方書, 且因申奏, 就太醫院, 考正藥名之謬。 宣德辛亥秋, 乃命集賢殿直提學兪孝通、典醫正盧重禮、副正朴允德等, 更取鄕藥方編, 會諸書搜檢無遺, 分類增添, 歲餘而訖。 於是舊證三百三十八, 而今爲九百五十九, 舊方二千八百三, 而今爲一萬七百六。 且附以針灸法一千四百七十六條、鄕藥本草及炮製法, 合爲八十五卷以進, 名曰《鄕藥集成方》, 刊行廣傳, 命臣採序之。 臣採竊念君上之道, 莫大於仁, 而仁道至大, 亦有幾多般乎! 今我主上殿下, 以盛德興至治, 守位發政, 全體此道之大, 至如藥醫濟民之事, 拳拳若此, 可見仁政本末, 巨細兼盡而無遺矣。 且古之人主, 有或躬自調藥, 或剪鬚和藥, 惠及一人者, 後世猶稱之, 豈若一修醫書, 廣示方論, 加惠兆民, 施澤萬世哉! 其規模設施, 實相萬也。 自今伊始, 因此方書, 飮餌得效, 起呻吟變札瘥, 以致登壽城, 召和氣於無窮者, 寧不知聖朝仁心仁政之所自歟? |
| 조선왕조실록 한글｜국사편찬위원회 | 《향약집성방(鄕藥集成方)》이 완성되었다. 권채(權採)에게 명하여 서(序)를 짓게 하였는데, 이르기를, "신농(神農)과 황제(黃帝) 이후 대대로 의관(醫官)을 두어 만백성의 병을 맡아 보게 하였다. 유명한 의사가 병을 진찰하고 약을 쓰는 데는 모두 기질에 따라 방문을 내는 것이요, 처음부터 한 방문에만 구애되는 것은 아니다. 대개 백 리나 천 리쯤 서로 떨어져 있으면 풍속이 다르고, 초목이 생장하는 것도 각각 적당한 곳이 있고, 사람의 좋아하는 음식도 또한 습성에 달린 것이다. 그러므로 옛 성인(聖人)이 많은 초목의 맛을 보고 각 지방의 성질에 순응하여 병을 고친 것이다. 오직 우리 나라는 하늘이 한 구역을 만들어 대동(大東)을 점거하고, 산과 바다에는 무진장한 보화가 있고 풀과 나무에는 약재를 생산하여 무릇 민생을 기르고 병을 치료할 만한 것이 구비되지 아니한 것이 없으나, 다만 옛날부터 의학이 발달되지 못하여 약을 시기에 맞추어 채취하지 못하고, 가까운 것을 소홀히 하고 먼 것을 구하여, 사람이 병들면 반드시 중국의 얻기 어려운 약을 구하니, 이는 7년 병에 3년 묵은 쑥을 구하는 것과 같을 뿐만 아니라, 약은 구하지 못하고 병은 이미 어떻게 할 수 없게 되는 것이다. 민간의 옛 늙은이가 한 가지 약초로 한 병을 치료하여 신통한 효력을 보는 것은, 그 땅의 성질에 적당한 약과 병이 서로 맞아서 그런 것이 아닐까. 천 리를 멀다 하지 아니하고 펴지 못하는 무명지를 펴려고 하는 것은 사람의 상정(常情)인데, 하물며 나라 안에서 나가지 아니하고 병을 치료할 수 있는 것이랴. 알지 못하는 것을 걱정할 뿐이다. 예전에 판문하(判門下) 권중화(權仲和)가 〈여러 책을〉 뽑아 모아서 《향약간이방(鄕藥簡易方)》을 짓고, 그 뒤에 또 평양백(平壤伯) 조준(趙浚) 등과 더불어 약국 관원에게 명하여 다시 여러 책을 상고하고, 또 동인(東人)의 경험을 취하여 분류 편찬하고 목판으로 간행하니, 이로부터 약을 구하기 쉽고 병을 치료하기 쉬우므로, 사람들이 모두 편하게 여겼다. 그러나 방서(方書)가 중국에서 나온 것이 아직 적고, 약명이 중국과 다른 것이 많은 까닭에, 의술을 업으로 하는 자도 미비하다는 탄식을 면치 못하였다. 우리 주상 전하께서 특히 이에 유의하여 의관(醫官)을 골라서 매양 사신을 따라 북경에 가서 방서를 널리 구하게 하고, 또 황제에게 신주(申奏)하여 대의원(大醫院)에 나아가서 약명의 그릇된 것을 바로잡으며, 선덕(宣德) 신해년101) 가을에 집현전 직제학 유효통(兪孝通)·전의(典醫) 노중례(盧重禮)·부정(副正) 박윤덕(朴允德) 등에게 명하여 다시 향약방(鄕藥方)에 대하여 여러 책에서 빠짐 없이 찾아내고 종류를 나누고 더 보태어 한 해를 지나서 완성하였다. 이에 구증(舊證)은 3백 38가지인데, 이제는 9백 59가지가 되고, 구방(舊方)은 2천 8백 3가지인데, 이제는 1만 7백 6가지가 되었으며, 또 침구법(針灸法) 1천 4백 76조와 향약 본초(鄕藥本草) 및 포제법(炮製法)을 붙여서 합해 85권을 만들어 올리니, 이름을 ‘향약집성방’ 이라 하였다. 간행하여 널리 전하려고 할 때 권채에게 명하여 서(序)를 짓게 하였다. 신 채는 그윽이 생각하건대, 임금의 도(道)는 인(仁)보다 더 큰 것이 없고, 인도(仁道)는 지극히 크며, 또한 여러 가지 있는 것이다. 이제 우리 주상 전하께서 거룩한 덕으로 지극히 훌륭한 정치를 일으켜 위(位)를 지키고 정령을 내는데 오로지 이 도의 큰 것에 따르고 있거니와, 의약으로 백성을 구제하는 일에까지 이와 같이 힘을 쓰니, 인정(仁政)의 본말(本末)과 크고 작은 것을 남김없이 다한 것이라 하겠다. 또 옛 임금이 혹은 몸소 약을 조제하고, 혹은 수염을 잘라 약에 타서 은혜가 한 사람에게 미친 것도 후세에서 오히려 칭찬하는데, 한 번 의서(醫書)를 편찬하여 널리 치료하는 방법을 보이고 역조 창생에게 은혜를 주고 만세에 덕택을 베푸는 것과 어찌 같으리오. 그 규모와 시설은 실로 천태 만상(千態萬象)이다. 지금부터 이 장서로 인하여 약을 먹어 효력을 얻고, 앓는 사람이 일어나고 일찍 죽는 것이 변하여 수명(壽命)을 얻고 무궁토록 화기(和氣)를 얻게 하는 것이 어찌 성조(聖朝)의 어진 마음과 어진 정치에서 나온 바를 알지 못하리오." 하였다. |

## 판본
| 간행(시대순)                  | 판본 및 권책                                                     | 소재                        |
| 성종(成宗9년 1478)            | 목판본,권49~51(1권)                                              | 산청군(경상남도 유형문화재) |
| 인조 년간(仁祖 1633) 훈련도감 | (소)목활자본((小)木活字本) , 권40~42(1책)                        | 산청군(경상남도 유형문화재) |
| 인조 년간(仁祖 1623-1649)     | 목활자본(木活字本), 권47~49(1책),권81~82(1책),권83~85(1책)의 3책 | 서울대학교 규장각           |
| 조선전기(朝鮮前期)            | 목판본, 권73~75(1책)                                             | 동국대학교                  |

## 같이 보기
- 동의보감
- 향약구급방
- 구급간이방언해